# Salomé (film 1908)
Salomé è un cortometraggio del 1908 diretto da Albert Capellani. Nello stesso anno uscì un'altra versione cinematografica diretta da J. Stuart Blackton.

## Trama
Salomè è il frutto dell'amore incestuoso tra la madre Erodiade e il re Erode Antipa. Il profeta Giovanni Battista, dopo la morte di Cristo, accusa la famiglia di sacrilegio mediante questa unione, tralasciando per il momento tutti gli altri peccati lussuriosi. Per Erode questa offesa è la goccia che fa traboccare il vaso e così fa imprigionare il profeta, meditando di ucciderlo. Salomè invece rimane del tutto estasiata dalle parole profetiche e accusatrici del Battista, tanto da infatuarsi pesino di lui. Ma Giovanni appena lo scopre la maledice ancora più di prima; così Salomè dopo aver inscenato la "Danza dei Sette Veli", reclama dal padre la testa del profeta. Giovanni Battista viene decapitato e Salomè viene pervasa da un'estasi sessuale. Il padre inorridito da ciò la fa uccidere.